# لوك فاوست
لوك فاوست (بالإنجليزية: Luke Faust)‏ هو عازف بانجو ومغني أمريكي، ولد في 1936.